# Mitglieder der Württembergischen Landstände 1848 bis 1849
Diese Liste umfasst die Mitglieder der Württembergischen Landstände des Königreichs Württemberg in der Wahlperiode von 1848 bis 1849.
Während dieser Wahlperiode tagte der 15. ordentliche Landtag vom 20. September 1848 bis zum 11. August 1849.
Dieser unter dem frischen Eindruck der Ereignisse um die Märzrevolution von 1848 stehende Landtag ging auch unter der Bezeichnung „langer Landtag“ in die Geschichte ein. Seit dem 26. Mai 1849 trat die Erste Kammer nicht mehr zusammen.

## Das Präsidium der Ersten Kammer (Kammer der Standesherren)
Präsident: Fürst Ernst I. zu Hohenlohe-Langenburg

Vizepräsident: Fürst Friedrich von Waldburg zu Wolfegg und Waldsee

## Die Mitglieder der Ersten Kammer

### Prinzen des Hauses Württemberg
- Kronprinz Karl von Württemberg
- Königlicher Prinz Paul von Württemberg
- Königlicher Prinz Friedrich von Württemberg
- Königlicher Prinz August von Württemberg war in dieser Wahlperiode nie persönlich anwesend
- Herzog Alexander Paul Ludwig Konstantin von Württemberg war in dieser Wahlperiode nie persönlich anwesend
- Herzog Eugen II. von Württemberg war nie persönlich anwesend
- Herzog Eugen III. Alexander Erdmann von Württemberg war nie persönlich anwesend
- Herzog Paul Wilhelm von Württemberg war in dieser Wahlperiode nie persönlich anwesend
- Herzog Friedrich Alexander von Württemberg war nie persönlich anwesend und ließ sich vertreten
- Herzog Ernst Alexander von Württemberg war nie persönlich anwesend

### Standesherren (Fürsten)
- Fürst Karl Egon II. zu Fürstenberg
- Fürst Karl Friedrich Ludwig zu Hohenlohe-Kirchberg war in diese Wahlperiode nie persönlich anwesend
- Fürst Ernst I. zu Hohenlohe-Langenburg
- Fürst Friedrich zu Hohenlohe-Waldenburg-Schillingsfürst war in dieser Wahlperiode nie anwesend
- Fürst August zu Hohenlohe-Öhringen vertreten durch seinen Sohn Hugo zu Hohenlohe-Öhringen
- Fürst Ludwig zu Hohenlohe-Jagstberg war nie persönlich anwesend
- Fürst Karl Friedrich Kraft zu Oettingen-Wallerstein vertreten durch seinen Onkel Karl Anselm Kraft zu Oettingen-Wallerstein
- Fürst Maximilian Karl von Thurn und Taxis war nie persönlich anwesend
- Fürst Karl Thomas Albrecht Ludwig zu Löwenstein-Wertheim-Rosenberg († 1849), war nie persönlich anwesend
- Fürst Otto zu Oettingen-Spielberg
- Fürst Leopold von Waldburg zu Zeil und Wurzach
- Fürst Konstantin von Waldburg zu Zeil und Trauchburg
- Fürst Friedrich von Waldburg zu Wolfegg und Waldsee
- Fürst Alfred zu Windischgrätz war nie persönlich anwesend
- Fürst Ferdinand zu Solms-Braunfels
- Fürst Georg zu Löwenstein-Wertheim-Freudenberg

### Standesherren (Grafen)
- Graf Franz von Königsegg-Aulendorf vertreten von seinem Sohn Gustav von Königsegg-Aulendorf
- Graf Hugo Waldbott von Bassenheim war nie persönlich anwesend.
- Graf Maximilian von Törring-Gutenzell war nie persönlich anwesend
- Graf Otto Wilhelm von Quadt zu Wykradt und Isny
- Graf von Plettenberg-Mietingen dessen Stimme ruhte
- Graf Richard von Schaesberg-Thannheim

### Standesherrliche Gemeinschaften
- Graf Friedrich von Pückler-Limpurg

### Erblich ernannte Mitglieder
- Graf Albert von Rechberg und Rothenlöwen zu Hohenrechberg
- Graf Alfred von Neipperg war in dieser Wahlperiode nie persönlich anwesend

### Auf Lebenszeit ernannte Mitglieder
- Josef von Beroldingen
- Graf Friedrich Wilhelm von Bismarck war in dieser Wahlperiode nie persönlich anwesend
- Karl von Gärttner
- Freiherr Karl von Holzschuher
- Freiherr Ernst Eugen von Hügel († 1849)
- Freiherr Eugen von Maucler
- Freiherr Philipp Moritz von Schmitz-Grollenburg
- Freiherr August Rudolf von Soden († 1849)
- Graf Johann Georg von Sontheim war in dieser Wahlperiode nie persönlich anwesend
- Freiherr Karl von Waechter-Spittler

## Das Präsidium der Zweiten Kammer (Kammer der Abgeordneten)
Alterspräsident: Ulrich Rettenmaier

Präsident: Wilhelm Murschel

Vizepräsident: Friedrich Rödinger

## Die 23 bevorrechtigten Mitglieder der Zweiten Kammer

### Vertreter der Ritterschaft des Neckarkreises
- Freiherr Gustav von Berlichingen
- Freiherr Wilhelm von Breitschwert
- Freiherr Karl von Varnbüler

### Vertreter der Ritterschaft des Jagstkreises
- Graf Sigismund Clemens Philipp von Adelmann zu Hohenstadt
- Freiherr Adolf von Crailsheim
- Graf Christoph von Degenfeld-Schonburg

### Vertreter der Ritterschaft des Schwarzwaldkreises
- Freiherr Georg Cotta von Cottendorf
- Freiherr Adolf Hofer von Lobenstein
- Freiherr Joseph von Linden

### Vertreter der Ritterschaft des Donaukreises
- Ludwig von Baldinger
- Graf Cajetan von Bissingen-Nippenburg
- Freiherr August von Hornstein-Bußmannshausen
- Freiherr Karl von Woellwarth-Lauterburg

### Vertreter der evangelischen Landeskirche
- Generalsuperintendent von Heilbronn: Gottlob Eberhard von Hafner
- Generalsuperintendent von Ludwigsburg: Friedrich von Gerok
- Generalsuperintendent von Reutlingen: Karl August von Faber
- Generalsuperintendent von Hall: Gebhard von Mehring
- Generalsuperintendent von Tübingen: Christian Gottlob von Moser
- Generalsuperintendent von Ulm: Christian Nathanael von Osiander

### Vertreter des Bistums Rottenburg
- Bischof von Rottenburg: Josef von Lipp ließ sein Mandat stets ruhen
- Domkapitular von Rottenburg: Ignaz von Jaumann
- Dienstältester katholischer Dekan: Peter Bernhard von Strobel

### Kanzler der Universität Tübingen
- Karl Georg von Wächter

## Die 70 gewählten Abgeordneten der Zweiten Kammer

### Die Abgeordneten der sieben „guten Städte“
| Stadt       | Name                                                                   |
| ----------- | ---------------------------------------------------------------------- |
| Stuttgart   | Friedrich Federer                                                      |
| Tübingen    | Dr. Eduard Schweickhardt                                               |
| Ludwigsburg | Dr. David Friedrich Strauß (legte sein Mandat im Dezember 1848 nieder) |
| Ludwigsburg | Karl Friedrich Bunz                                                    |
| Ellwangen   | Ulrich Innozenz Rettenmaier                                            |
| Ulm         | Dr. Philipp Ludwig Adam                                                |
| Heilbronn   | Wilhelm Seybold                                                        |
| Reutlingen  | Septimus Gottlob Bantlin                                               |

### Die Abgeordneten der Oberämter desNeckarkreises
| Oberamt           | Name                                                     |
| ----------------- | -------------------------------------------------------- |
| Backnang          | Christian Daniel Schmückle                               |
| Besigheim         | Adolf Schoder                                            |
| Böblingen         | Johann Jakob Breuning                                    |
| Brackenheim       | Paul Vogel                                               |
| Cannstatt         | Karl Wolff                                               |
| Esslingen         | Erhard Johann Gottlieb Stierlen                          |
| Heilbronn (Amt)   | Wilhelm Herrlinger                                       |
| Leonberg          | Dr. Friedrich Notter                                     |
| Ludwigsburg (Amt) | Johannes Sautter                                         |
| Marbach           | Gottlob Adolf Veiel                                      |
| Maulbronn         | Karl August Fetzer                                       |
| Neckarsulm        | Franz von Zwerger                                        |
| Stuttgart (Amt)   | Friedrich Christian Sick (legte sein Mandat 1849 nieder) |
| Stuttgart (Amt)   | Dr. Julius Hoelder                                       |
| Vaihingen         | Jakob Friedrich Heinrich Redwitz                         |
| Waiblingen        | Jakob Friedrich Barchet                                  |
| Weinsberg         | Ferdinand Nägele                                         |

### Die Abgeordneten der Oberämter desJagstkreises
| Oberamt         | Name                         |
| --------------- | ---------------------------- |
| Aalen           | Joseph Ottenbacher           |
| Crailsheim      | Friedrich Kopp               |
| Ellwangen (Amt) | Dr. Johannes Evangelist Kuhn |
| Gaildorf        | Heinrich Ferdinand Pantlen   |
| Gerabronn       | Gottlob Friedrich Egelhaaf   |
| Gmünd           | Eduard Forster               |
| Hall            | Hans Rudolf Weber            |
| Heidenheim      | Friedrich Winter             |
| Künzelsau       | Wilhelm Theodor Müller       |
| Mergentheim     | Dr. August Ludwig Reyscher   |
| Neresheim       | Georg Leonhard Holzinger     |
| Öhringen        | Friedrich Rödinger           |
| Schorndorf      | Gottlob Tafel                |
| Welzheim        | Karl Friedrich Wizemann      |

### Die Abgeordneten der Oberämter desSchwarzwaldkreises
| Oberamt        | Name                          |
| -------------- | ----------------------------- |
| Balingen       | Johann Jakob Ruoff            |
| Calw           | Johann Georg Dörtenbach       |
| Freudenstadt   | Friedrich August Pulvermüller |
| Herrenberg     | Dr. Gustav Zeller             |
| Horb           | Friedrich Wilhelm Pfäfflin    |
| Nagold         | Christoph Geigle              |
| Neuenbürg      | Adolf Seeger                  |
| Nürtingen      | Dr. Theodor Eisenlohr         |
| Oberndorf      | Michael Trotter               |
| Reutlingen     | Dr. Karl Friedrich Schnitzer  |
| Rottenburg     | Dr. Bernhard Ritter           |
| Rottweil       | Wilhelm Murschel              |
| Spaichingen    | Friedrich Franz Platz         |
| Sulz           | Dr. Hermann Stockmayer        |
| Tübingen (Amt) | Wilhelm Matthäus Pahl         |
| Tuttlingen     | Dr. Wolfgang Menzel           |
| Urach          | Friedrich Christian Wieland   |

### Die Abgeordneten der Oberämter desDonaukreises
| Oberamt    | Name                                                   |
| ---------- | ------------------------------------------------------ |
| Biberach   | Dr. Ludwig Ofterdinger                                 |
| Blaubeuren | August Becher                                          |
| Ehingen    | Felix Linder                                           |
| Geislingen | Dr. Johannes Scherr                                    |
| Göppingen  | Christian Philipp Seefried                             |
| Kirchheim  | August Kübel                                           |
| Laupheim   | Alois Wiest                                            |
| Leutkirch  | Joseph Fidel Eggmann                                   |
| Münsingen  | Johannes Fallati (gewählt, ohne das Mandat anzutreten) |
| Münsingen  | Eduard Süskind                                         |
| Ravensburg | Konrad Prielmayer                                      |
| Riedlingen | Dr. Martin Joseph von Mack                             |
| Saulgau    | Andreas Alois Wiest                                    |
| Tettnang   | Johann Gottlieb Hutten                                 |
| Ulm        | Konrad Friedrich Haußer                                |
| Waldsee    | Johann Joseph Huck                                     |
| Wangen     | Wilhelm Wiest                                          |